# Vasco Creti
Pour les articles homonymes, voir Creti.
Vasco Creti, né le 7 décembre 1874 à Florence et mort le 16 octobre 1945 à Rome, est un acteur italien.

## Biographie
Vasco Creti est né dans une famille d'artistes. Il commence à vingt ans au théâtre dans la compagnie de Tina Di Lorenzo, où il reste pendant presque 10 ans.
En 1913, il abandonne le théâtre pour se dédier au cinéma. Après la Grande guerre, il revient au théâtre, et en 1930, avec l'arrivée du cinéma sonore, il joue dans des films importants, mais dans des rôles secondaires. Parmi ses interprétations : Don Raffaele Console dans le film Non ti pago! (it).
Il est le frère d'Amelia Chellini et le mari de l'actrice Valeria Peretti.

## Filmographie

### Cinéma
- 1915 : Il delitto del lago
- 1915 : La signora dalla farfalla nera
- 1916 : Amor che tace
- 1916 : I misteri dell'ambasciata
- 1916 : Il giustiziere invisibile
- 1916 : Il quadrifoglio rosso
- 1916 : Kappa, l'inafferrabile
- 1916 : L'eredità dello zio Moh-Mel-Bey
- 1916 : L'occhio di Diego Trism
- 1916 : La leggenda di Pierrette
- 1916 : La sorella del forzato
- 1916 : La tribù misteriosa
- 1916 : Straccetto
- 1916 : Zogar, pugno di ferro
- 1917 : Il fauno de Febo Mari
- 1917 : Il fiacre n. 13 : Georges de Latour
- 1917 : Il siluramento dell'Oceania
- 1917 : Maschiaccio
- 1918 : ...E dopo ?
- 1918 : Gyp
- 1918 : L'Excuse d'un crime
- 1918 : La carezza del vampiro
- 1918 : Le gesta di John Blick
- 1918 : Noblesse oblige
- 1920 : Debito d'odio
- 1920 : La donna e il cadavere
- 1921 : Dita di fata
- 1921 : I diabolici
- 1921 : La fuggitiva
- 1921 : Più che il sole !
- 1922 : I due sergenti de Guido Brignone : capitaine Devers / Bernard
- 1922 : L'Aveu tardif
- 1922 : Le perle di Cleopatra de Guido Brignone
- 1922 : Per guadagnare cento milioni
- 1923 : Un drôle de Coco
- 1925 : Teodoro e socio
- 1926 : Les Derniers Jours de Pompéi de Carmine Gallone et Amleto Palermi : Sallustius
- 1927 : I martiri d'Italia
- 1928 : Rien que des fous (La compagnia dei matti) de Mario Almirante : Momi Tamberlan
- 1929 : Sole d'Alessandro Blasetti : Marco
- 1931 : Cour d'assises (Corte d'Assise) de Guido Brignone : Giovanni
- 1931 : L'uomo dall'artiglio de Nunzio Malasomma : le commissaire
- 1933 : Il caso Haller d'Alessandro Blasetti
- 1931 : Le Rappel de la terre
- 1931 : Vous que j'adore de Guido Brignone
- 1932 : Il dono del mattino d'Enrico Guazzoni
- 1932 : La Table des pauvres (La Tavola dei poveri) d'Alessandro Blasetti
- 1932 : Le Palio de Sienne (Palio) d'Alessandro Blasetti : Brandano
- 1932 : Pergolesi
- 1932 : La vecchia signora d'Amleto Palermi
- 1932 : Zaganella e il cavaliere
- 1933 : Il caso Haller d'Alessandro Blasetti
- 1933 : Il treno delle 21,15
- 1933 : La fortuna di zanze
- 1933 : Non c'è bisogno di denaro
- 1934 : Creature della notte
- 1934 : Gesuzza the Garibaldian Wife
- 1934 : Seconda B de Goffredo Alessandrini
- 1934 : Tenebre
- 1935 : Casta diva de Carmine Gallone
- 1935 : L'eredità dello zio : vice-président
- 1936 : Aldebaran d'Alessandro Blasetti : capitaine du Titan
- 1936 : Fiat voluntas dei : Don Matteo
- 1936 : Les Deux Sergents d'Enrico Guazzoni
- 1936 : Il re Burlone d'Enrico Guazzoni : Baron Di Battifarno
- 1936 : La damigella di Bard de Mario Mattoli : Papa Ponzetti
- 1937 : Bertoldo, Bertoldino e Cacasenno de Giorgio Simonelli
- 1937 : Gatta ci cova
- 1937 : Gli uomini non sono ingrati
- 1938 : Il suo destino d'Enrico Guazzoni
- 1938 : Inventiamo l'amore de Camillo Mastrocinque
- 1938 : L'argine
- 1938 : La Maison du péché (La casa del peccato) de Max Neufeld
- 1938 : Le Roman d'un génie de Carmine Gallone
- 1938 : Pietro Micca d'Aldo Vergano
- 1939 : Una moglie in pericolo
- 1939 : Bal au château (Ballo al castello) de Max Neufeld : Sebastiano Larsen
- 1939 : Due milioni per un sorriso
- 1939 : Fascino
- 1939 : Ho visto brillare le stelle d'Enrico Guazzoni
- 1939 : Il socio invisibile
- 1939 : It Always Ends That Way
- 1939 : L'albergo dell'amore
- 1939 : L'ospite di una notte : Giacomo
- 1939 : La voce senza volto
- 1939 : Le sorprese del divorzio
- 1939 : Mille Lires par mois de Max Neufeld
- 1939 : Nobody's Land : le père de Grazia
- 1939 : Song to the Wind
- 1939 : Terre de feu de Giorgio Ferroni et Marcel L'Herbier : le secrétaire de la radio (non crédité)
- 1939 : La vedova
- 1940 : Arditi civili
- 1940 : Cento lettere d'amore
- 1940 : Il cavaliere di Kruja : Ilias Haidar
- 1940 : Il ladro sono io : Berlandis
- 1940 : Il peccato di Rogelia Sanchez
- 1940 : L'Assedio dell'Alcazar
- 1940 : La Granduchessa si diverte
- 1940 : Les Surprises du wagon-lit
- 1940 : Ricchezza senza domani
- 1940 : Validità giorni dieci
- 1941 : Barbablù
- 1941 : Brivido
- 1941 : L'elisir d'amore
- 1941 : Le Chevalier noir
- 1941 : Sa vieille maman (Mamma) de Guido Brignone
- 1941 : Nozze di sangue
- 1941 : Un marito per il mese di aprile
- 1942 : Commando du désert (Bengasi) d'Augusto Genina (non crédité)
- 1942 : Colpi di timone : Pietro
- 1942 : Finalmente soli de Giacomo Gentilomo
- 1942 : La donna del peccato
- 1942 : Luisa Sanfelice de Leo Menardi
- 1942 : Non ti pago ! : Don Raffaele
- 1942 : Son enfant
- 1942 : Un garibaldien au couvent de Vittorio De Sica : Matteo (non crédité)
- 1943 : Gioco d'azzardo
- 1943 : Il treno crociato de Carlo Campogalliani
- 1943 : Mater dolorosa
- 1943 : Silenzio, si gira !
- 1943 : Une nuit avec toi de Carlo Ludovico Bragaglia
- 1944 : Les enfants nous regardent de Vittorio De Sica